# Kyrnasivka
Kyrnasivka (Oekraïens: Кирнасівка, Russisch: Кирнасовка, Pools: Kyrnasiwka) is een stad in de oblast Vinnytsja, Oekraïne. 98,63% van de bevolking is etnisch Oekraïens, 1,18% is Russisch, terwijl 0,18% een andere etniciteit heeft. Kyrnasivka heeft sinds 1971 de status van stedelijke nederzetting.

## Galerij

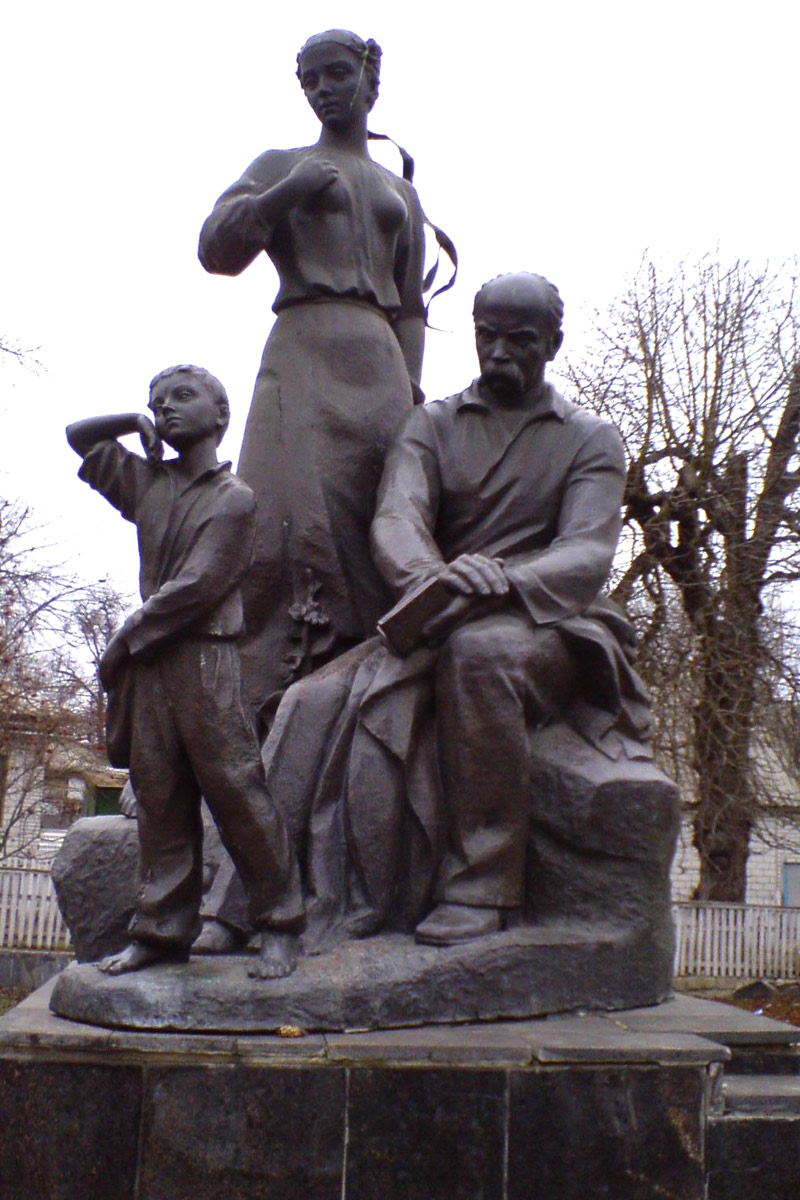
Gedenkteken voor Taras Sjevtsjenko
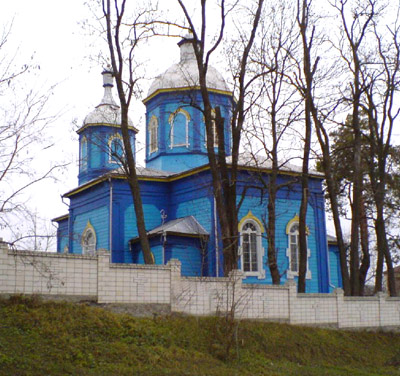
Kerk Kyrnasivka